# Norbert Blacha
Norbert Blacha (ur. 28 września 1959 w Gliwicach, zm. 3 lutego 2012 w Gliwicach) – polski muzyk, kompozytor, aranżer, pianista, organista, realizator dźwięku i pedagog od lat związany z muzyką religijną.

## Życiorys
Ukończył Liceum Zawodowe w Zespole Szkół Elektronicznych w Gliwicach, Państwową Szkołę Muzyczną I i II stopnia w Gliwicach w klasie fortepianu oraz w latach 1981–1985 studia muzyczne w Akademii Muzycznej w Katowicach na Wydziale Jazzu i Muzyki Rozrywkowej specjalności kompozycja, aranżacja.
W latach 1981–1992 kierował zespołem Cantate Deo z Gliwic.
Od roku 1984 zatrudniony jako wykładowca oraz pianista akompaniator na Wydziale Jazzu i Muzyki Rozrywkowej (obecnie Instytucie Jazzu) Akademii Muzycznej w Katowicach. Od roku 2003 wykładowca Państwowej Wyższej Szkoły Teatralnej w Krakowie. Wśród wychowanków Blachy można wymienić takie osoby jak: Kuba Badach, Kuba Molęda, Kasia Cerekwicka, Andrzej Lampert, Anna Stępniewska, czy Hania Stach.
Jest laureatem konkursów, przeglądów świeckich i religijnych, m.in. Sacrosong (Kraków-Mistrzejowice), Cantate Deo (Gliwice), FAMA (Świnoujście). Początkowo organizator, a następnie juror Ogólnopolskiego Festiwalu Piosenki Religijnej Cantate Deo w Gliwicach.
Współpracował również z Teatrem Śląskim w Katowicach, Teatrem Nowym w Zabrzu, Gliwickim Teatrem Muzycznym. Od 1986 pełnił obowiązki organisty w kościele Wszystkich Świętych w Gliwicach, wcześniej w kościele NSPJ w Gliwicach.
Od 1982 właściciel studia nagraniowego Studio B1, w którym powstało wiele nagrań muzycznych, a także m.in. wersja audio Historii jazzu prof. Andrzeja Schmidta (28 płyt CD).
Wraz z grupą studentów prowadził działalność koncertową z programami Negro Spirituals & Gospels, Stevie Wonder inaczej, Ray Charles i jego muzyka.
W latach 2007–2011 inicjator i kierownik muzyczny festiwalu Silesia Gospel Festival.
Blacha jest kompozytorem wielu znanych kompozycji, jak Modlitwa o pokój, Pater noster, Wesoły wędrownik, czy Powiedz, że czekamy. Jest autorem wielu aranżacji chóralnych oraz wokalno-instrumentalnych. Jest również autorem muzyki do spektakli teatralnych, m.in. spektaklu Prorok Miłosierdzia, wydanego w 2006 na DVD, spektaklu dziecięcego Lucjan – lew, jakiego nie było.
Norbert Blacha zmarł 3 lutego 2012 w wyniku choroby nowotworowej. Został pochowany na Cmentarzu Centralnym w Gliwicach.

## Dyskografia
- 1991 Kolędy – Cantate Deo[21]
- 1994 Aqua – różni wykonawcy[21]
- 2000 History of Jazz – Andrzej Schmidt (28 płyt CD)[21]
- 2001 Kolędy – Salvatores Amici[21]
- 2003 IV Międzynarodowe Warsztaty Muzyczne Musica pro Europa w Gliwicach (2 płyty CD)[21]
- 2004 Leśne impresje z Wisły[21]
- 2006 Prorok Miłosierdzia (DVD)[21][22]
- 2006[potrzebny przypis] Kolędy – Norbert Blacha[21]
- 2006 Niebo w dobrym humorze – Ewa Uryga, Jacek Wójcicki i zespół Ychtis[21]
- 2008 Lucjan – lew, jakiego nie było (DVD)[21]
- 2008 Dziwna noc – Singers (DVD)[21]
- 2009 Klucz do serca – Siostry Szkolne de Notre Dame[21]
- 2010 Ballada o Pyskowicach – zespół wokalny teatru Carpe Diem[21]
- 2011 Musica Silesiae – Tajemnice Śląska[21]

## Kompozycje

### Spektakle
- 2005 Prorok Miłosierdzia[2]
- 2008 Musisz przyjść
- 2008 Lucjan – lew, jakiego nie było

### Utwory
- Modlitwa o pokój[16]
- Pater noster[16]
- Wesoły wędrownik[9]
- Powiedz, że czekamy[16]